# Чернін (Західнопоморське воєводство)
Чернін (пол. Czernin, нім. Zernin) — село в Польщі, у гміні Диґово Колобжезького повіту Західнопоморського воєводства.
Населення — 364 особи (2011).

## Демографія
Демографічна структура станом на 31 березня 2011 року:
|          | Загалом | Допрацездатний вік | Працездатний вік | Постпрацездатний вік |
| -------- | ------- | ------------------ | ---------------- | -------------------- |
| Чоловіки | 186     | 57                 | 112              | 17                   |
| Жінки    | 178     | 39                 | 100              | 39                   |
| Разом    | 364     | 96                 | 212              | 56                   |